# Poirot historier
Poirot historier er en novellesamling af Agatha Christies tidlige noveller med detektiven Hercule Poirot. De fleste bidrag til denne samling udkom oprindeligt i Poirot Investigates (1924) Den danske udgave af samlingen omfatter: Den bortførte premierminister; Vestens stjerne; Smykketyveriet på Grand Metropolitan; Den billige lejlighed; Mr. Davenheims forsvinden; Det store obligationstyveri; Den italienske adelsmand; Det forsvundne testamente; Bagdad kistens mysterium; Mordet i smøgen; Mord om bord; Lejligheden på tredje sal; Det andet gongongslag
Den bortførte premierminister er et eksempel på Poirots evner til diskret at opklare sager af stor politisk betydning, hvortil fortælleren,Arthur Hastings med stolthed bemærker, at England :" står i stor gæld til min besynderlige lille ven". Poirot selv mente dog, at et "banalt" problem, opklaringen af, hvorfor en lejlighed blev udlejet langt under normalprisen, var en større udfordring. I Mord om bord spiller tryllekunster en afgørende rolle, ligesom det afsløres, at Poirot har let ved at blive søsyg.